# Milon I. von Montlhéry
Milon I., genannt le Grand/der Große († um 1102) war ein Herr von Montlhéry und Bray-sur-Seine aus dem Haus Montlhéry. Er war ein Sohn des Guido I. von Montlhéry und der Hoderine von Gometz, sein Bruder war Guido der Rote von Rochefort. In den zeitgenössischen Chroniken wird er Milon de Bray genannt.
Es ist unklar wie Milon zu seinem Beinamen kam, vermutlich aufgrund umfangreicher Händel und Intrigen. Abt Suger schrieb, dass Milon ein umtriebiger Störer des Friedens gegen König Philipp I. war.
Verheiratet war Milon mit der Vizegräfin Lithuise von Troyes, mit der er folgende Kinder hatte:
- Guido II. Troussel († um 1110), Herr von Montlhéry
- Milon II. († wohl 1118), Herr von Bray-sur-Seine und Montlhéry, Vizegraf von Troyes
- Emmeline, ⚭ Hugo II. Bardoul von Broyes (Maison de Broyes)
- Rainald († 1122), Bischof von Troyes
- Elisabeth, ⚭ Theobald von Dampierre-sur-Aube

Gemeinsam mit seinem ältesten Sohn und seinem Neffen, Erhard III. von Le Puiset, nahm Milon am ersten Kreuzzug teil. Weil sein Sohn bei der Belagerung von Antiochia 1098 desertierte, nahm Milon mit seinem Bruder Guido von Rochefort am anschließenden Kreuzzug von 1101 teil, um die Familienehre wiederherzustellen. Dabei reiste er mit seinem Neffen Joscelin von Courtenay und dem Vizegrafen Eudes Herpin von Bourges. Er starb im heiligen Land, vermutlich in der zweiten Schlacht von Ramla.

## Weblink
- Die Herren von Montlhéry bei fmg.ac (englisch)

| Personendaten    | Personendaten                         |
| ---------------- | ------------------------------------- |
| NAME             | Milon I. von Montlhéry                |
| ALTERNATIVNAMEN  | Milon le Grand de Montlhéry           |
| KURZBESCHREIBUNG | Herr von Montlhéry und Bray-sur-Seine |
| GEBURTSDATUM     | 11. Jahrhundert                       |
| STERBEDATUM      | um 1102                               |